# 尼古拉·瓦萊夫
尼古拉·瓦萊夫 (保加利亞語： 英語：; 1980年4月24日—)，保加利亚足球前锋，目前是扬博尔足球俱乐部球员。